# Musée du Vieux Pérouges
Le Musée du Vieux Pérouges est un musée créé en 1912 par le comité de conservation du Vieux Pérouges, installé dans la Maison du Prince, rue du Prince dans la cité médiévale de Pérouges, dans le département de l'Ain en région Auvergne-Rhône-Alpes.

## Présentation
Le musée est installé dans la Maison du Prince, immeuble classé aux monuments historiques, qui inclut la tour de guet accessible dans le cadre de la visite du musée. La tour offre à son sommet une vue à 360 degrés sur la cité médiévale, ainsi que sur la plaine de l'Ain et sur une partie de la Côtière. Il y a à l'extérieur un jardin médiéval, partie du musée, l'hortulus, lui même répertorié dans la base Mérimée.
La maison du Prince accueille quatre salles d'exposition dont :
- une collection d'objets relatifs à des fouilles archéologiques effectuées dans la région de Pérouges (nécropole de Croix Tombée notamment) ;
- des meubles typiques de la Bresse ;
- des outils anciens ;
- des manuscrits dont une édition du dictionnaire de Trévoux ;
- des toiles anciennes et des sculptures.

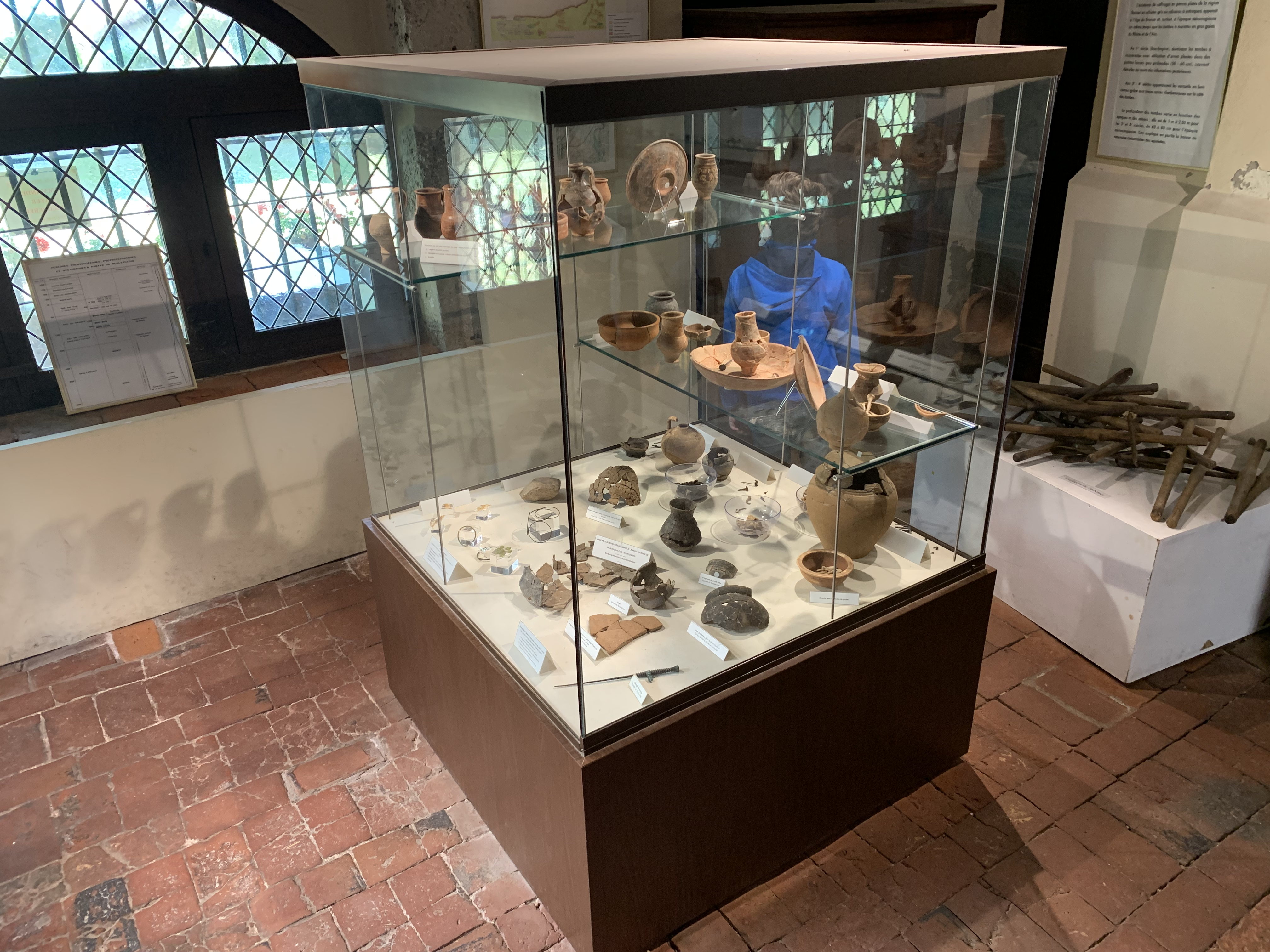
Salle relative aux fouilles archéologiques.
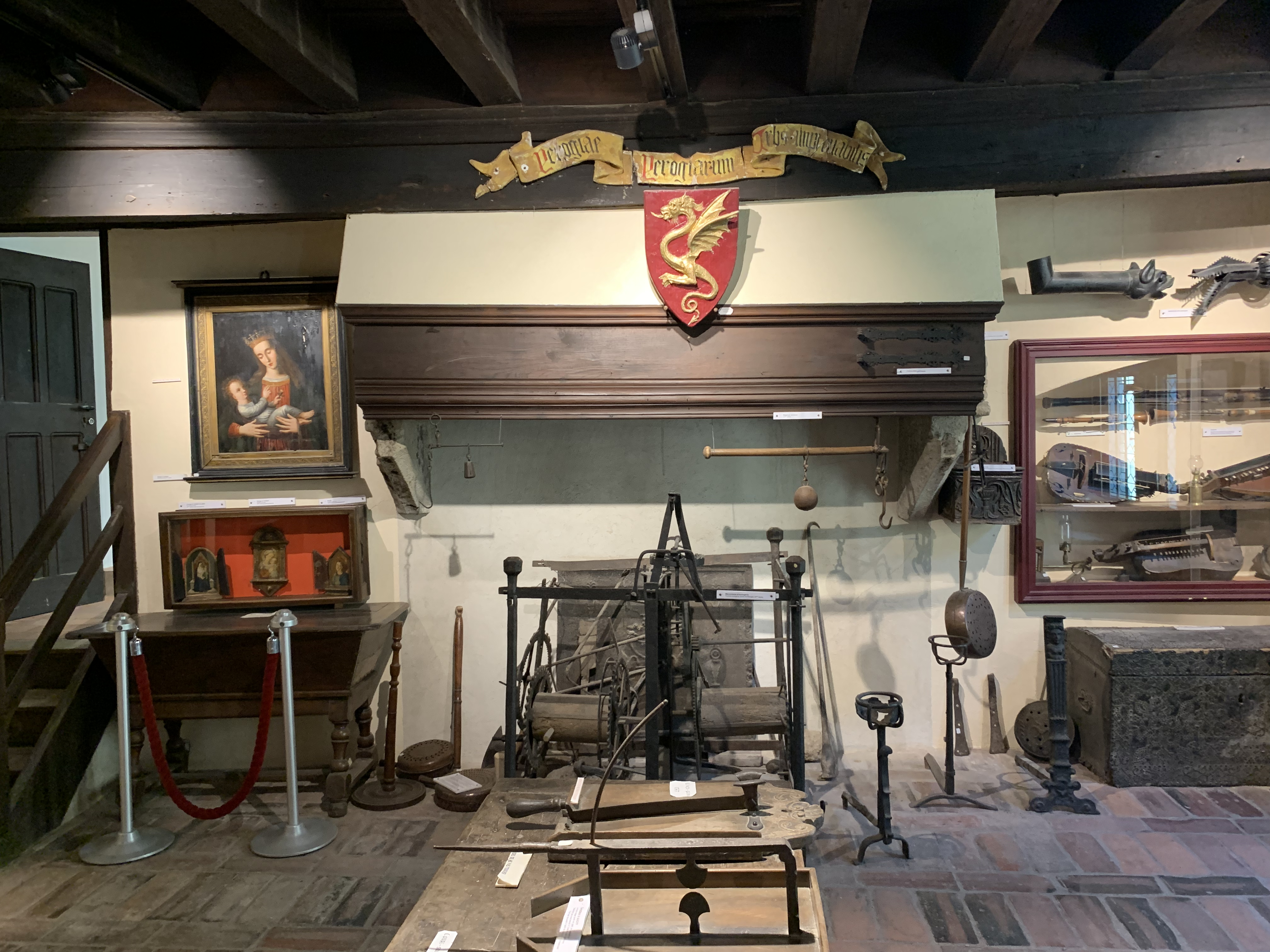
Une des salles d'exposition.
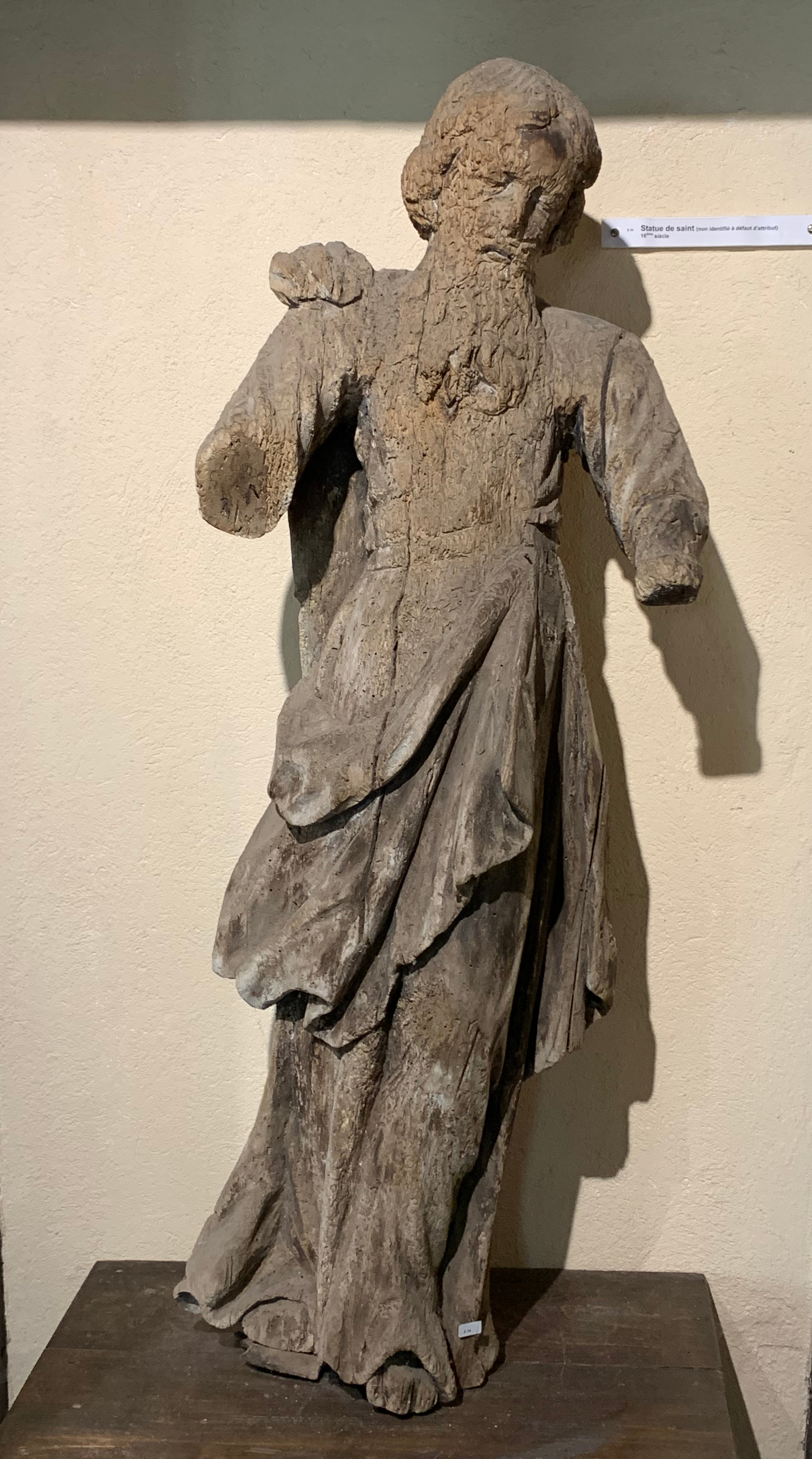
Statue en bois d'un saint (XVIe siècle).
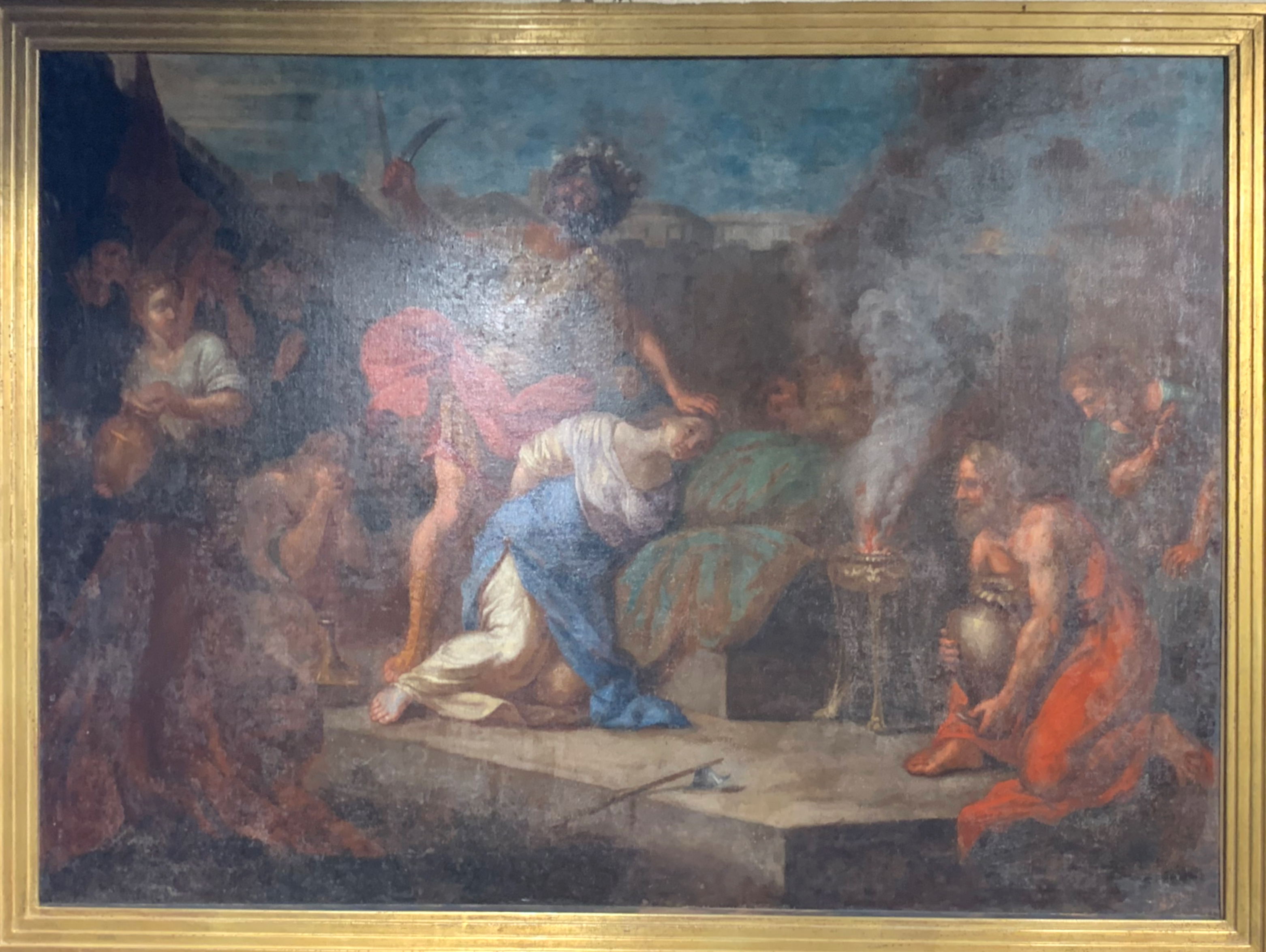
Le sacrifice d'Iphigénie (XVIIe ou XVIIIe siècle).

La tour de guet permet d'observer un certain nombre de monuments de la cité médiévale, en particulier l'église-forteresse. De plus, la tour inclut une exposition consacrée au tissage avec la présentation de métiers à tisser, d'ourdissoirs et de rouets.

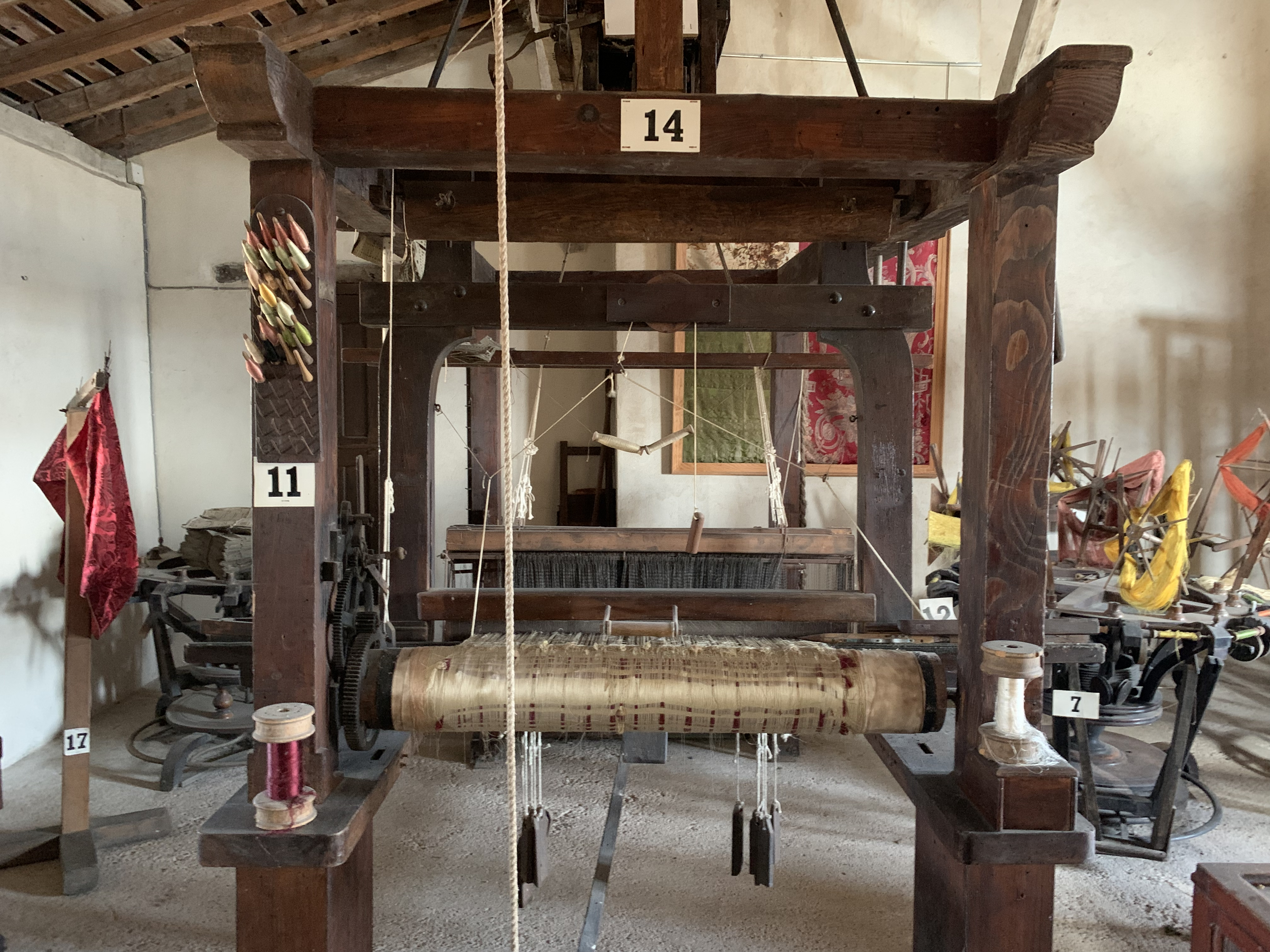
Métier à tisser exposé dans la tour de guet.
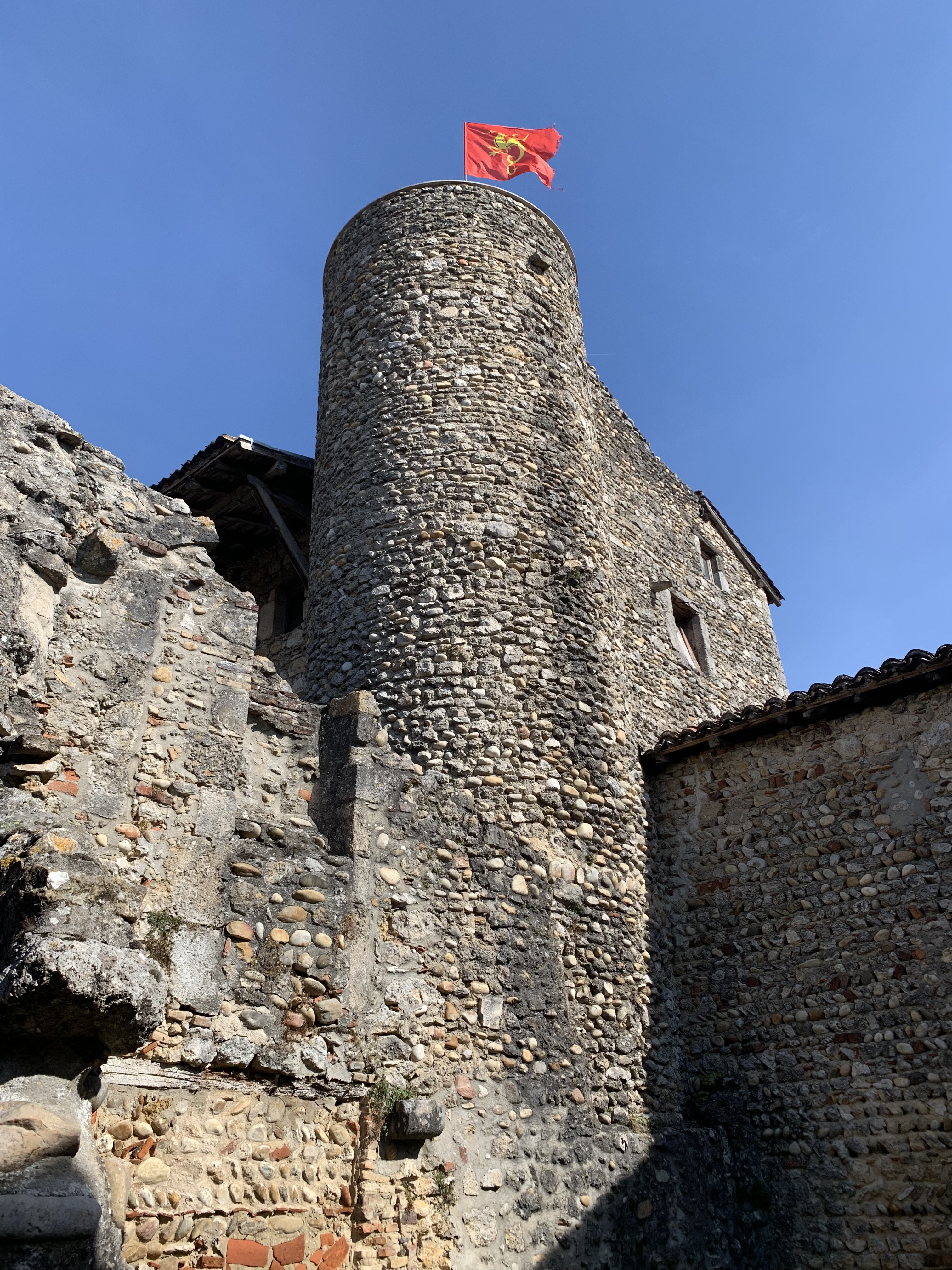
Vue de la tour de guet.

L'hortulus est composé de trois parties distinctes, ce qui semble avoir été l'usage au Moyen Âge :
- le carré d'amour composé de pivoines, de violettes, de primevères, de lis et d'iris nain ;
- le carré médicinal composé de sauge, d'ellébore, de menthe, de camomille, de valériane et de verveine ;
- le carré potager  composé de rhubarbe, de serpolet, de persil et d'autres plantes aromatiques.

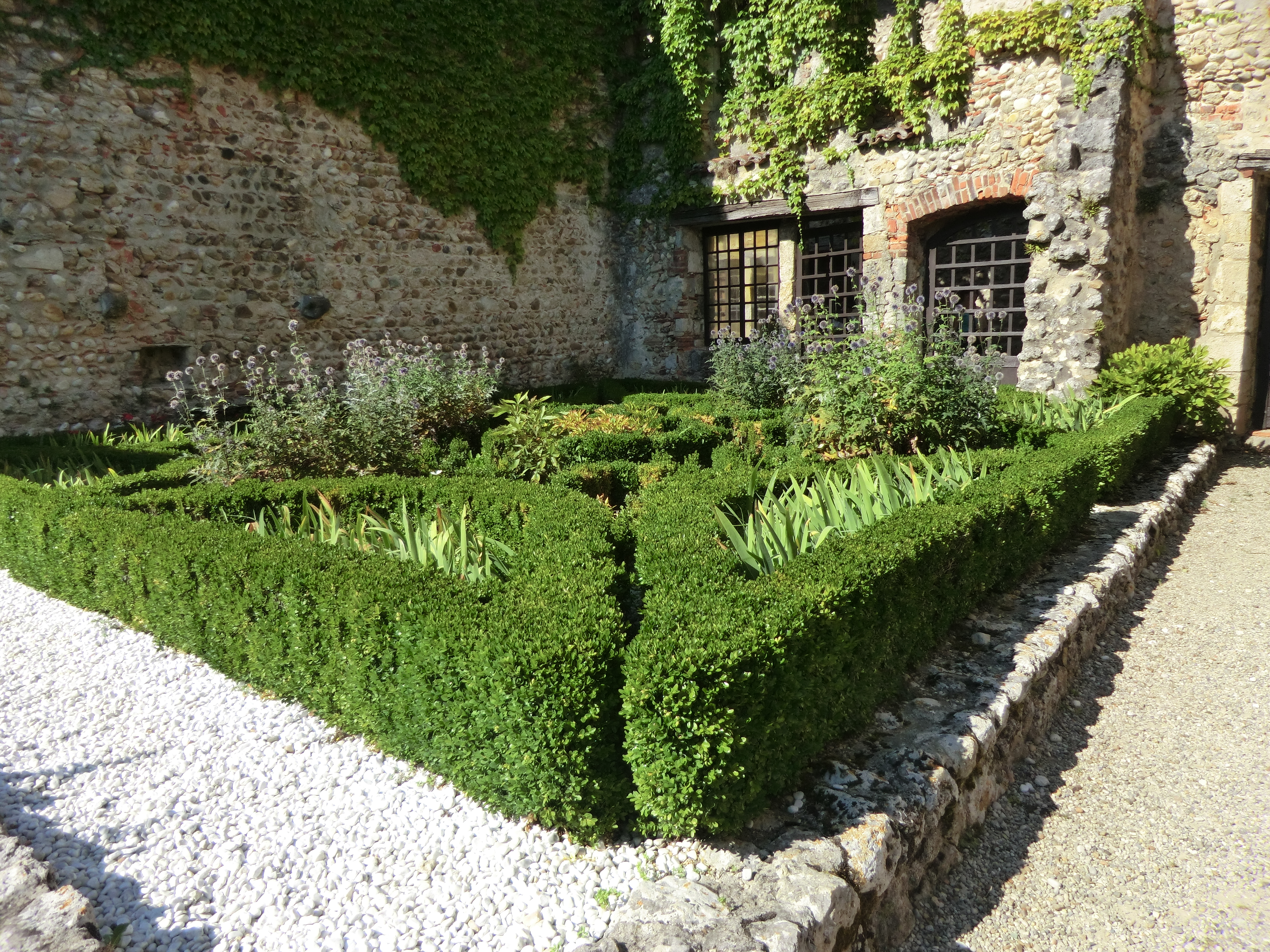
Hortolus du musée du Vieux-Pérouges.
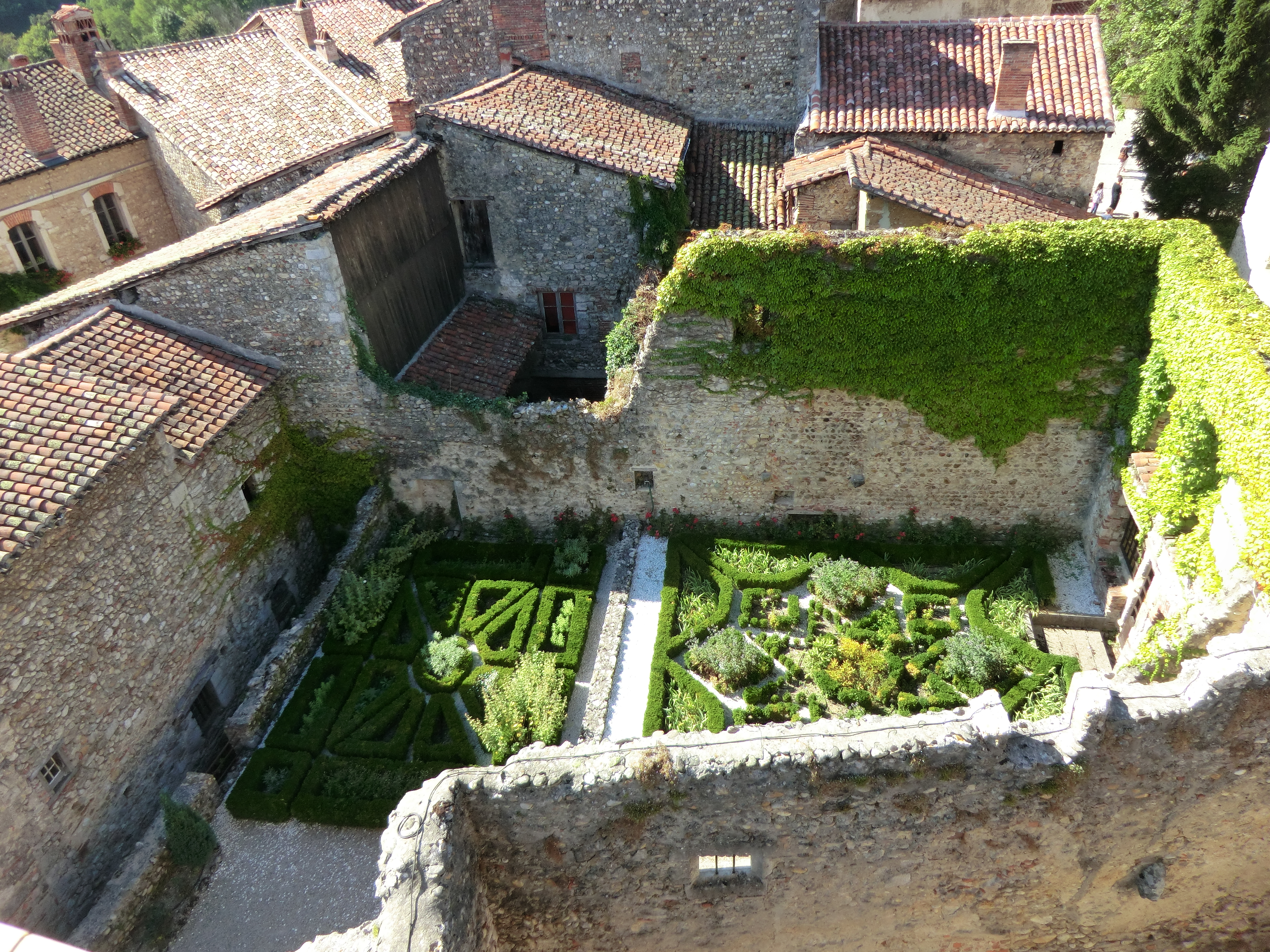
Vue depuis le haut de la tour de guet.

## Événements
En 2018, une exposition temporaire regroupant 39 lithographies du peintre Marc Chagall, se tient dans le musée.